# Franso Hariri
Franso Hariri (Harir, 1937 - 18 februari 2001) was een Assyrisch politicus uit Iraaks Koerdistan.
Zijn geboorteplaats Harir ligt zeventig km verwijderd van de stad Erbil. In 1960 studeerde hij af als leraar aan de kweekschool van Erbil. Als lid van de Koerdische Democratische Partij (KDP) klom hij op in de partijgelederen en werd een van de naaste medewerkers van de legendarische Koerdische leider en voorzitter van de KDP Mustafa Barzani. Gedurende de Koerdische Opstand in Irak (1960-1975) steeg zijn ster binnen de KDP verder. In 1979 werd hij lid van het Centraal Comité van de KDP.
Franso Hariri nam in de jaren 90 zitting in de Koerdische Nationale Vergadering van de Koerdische Autonome Regio in Erbil en werd fractievoorzitter van de KDP-fractie. Later werd hij gouverneur van Erbil en minister in de derde regering van de Koerdische Autonome Regio.
Hij steunde vele projecten om de stad Erbil te moderniseren en mooier te maken. Hij steunde ook onderwijs- en volksgezondheidsprojecten in de stad.
Op 21 februari 2001 werd Franso Hariri op weg naar zijn werk door vier leden van de fundamentalistische Islamitische Beweging van Koerdistan vermoord. Het is vermeldenswaard dat er in 1994 en in 1997 op dezelfde plek ook al aanslagen op Hariri werden gepleegd.
De Koerdische regering eerde Franso Hariri door de naam van het Erbil voetbalstadion te veranderen in Franso Hariri voetbalstadion.
De zoon van Hariri, Fawzi Franso Hariri, is sinds 20 mei 2006 minister van Industrie en Grondstoffen en is lid van de KDP.